# Tokelau

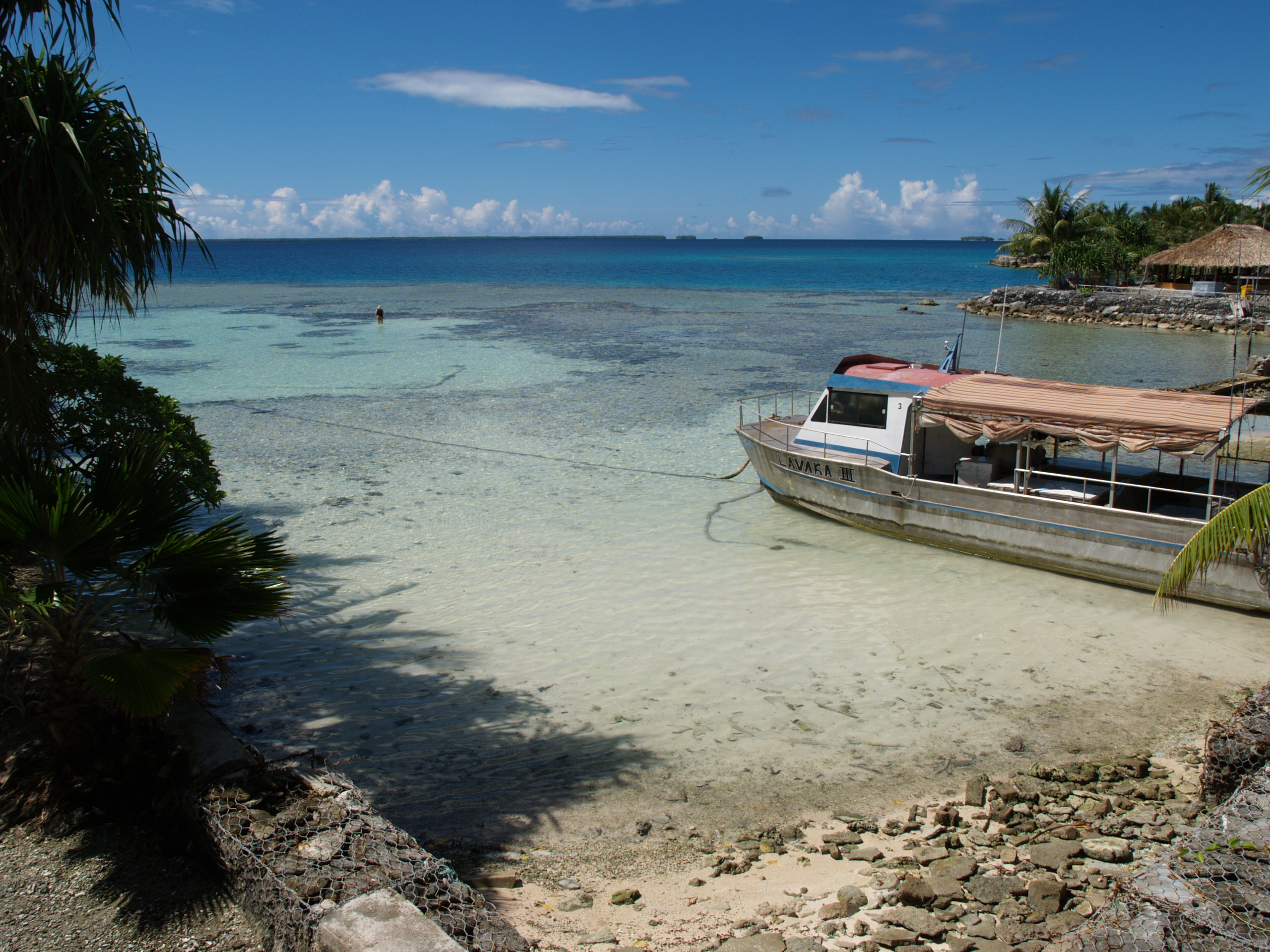
Nukunonu

Tokelau eller Tokelauöarna (engelska Tokelau, tokelauanska Tokelau, tidigare Unionsöarna) är ett territorium i Polynesien i södra Stilla havet och tillhör Nya Zeeland. FN anser området vara ett icke-självstyrande område.

## Geografi
Tokelau utgör huvuddelen av ögruppen Tokelauöarna och ligger cirka 480 kilometer norr om Samoa, cirka 500 km söder om Phoenixöarna och cirka 3 750 km nordöst om Nya Zeeland.
Öarna har en sammanlagd areal om cirka 12 km² och består av cirka 127 öar fördelade över tre atoller:
- Atafuatollen, ca 2,0 km²
- Fakaofoatollen, ca 2,6 km²
- Nukunonuatollen, huvudatollen, ca 5,5 km²

Tokelau gör även anspråk på den sista ön i ögruppen, den i sydlig riktning belägna Swainsön. Swainsön, som ligger cirka 170 km söder om den tokelaunska atollen Fakaofo, tillhör annars Amerikanska Samoa.
Den högsta höjden är på endast cirka 5 m ö.h.
Befolkningen uppgår till cirka 1 450 invånare, där cirka 450 bor på Nukunonu.
Ögruppen kan endast nås med mindre fartyg då atollerna saknar såväl flygplats som större hamn. Restiden från Samoa är nästan 2 dygn och boende bör arrangeras i förväg då det endast finns ett mindre hotell på öarna.

## Klimat och miljö

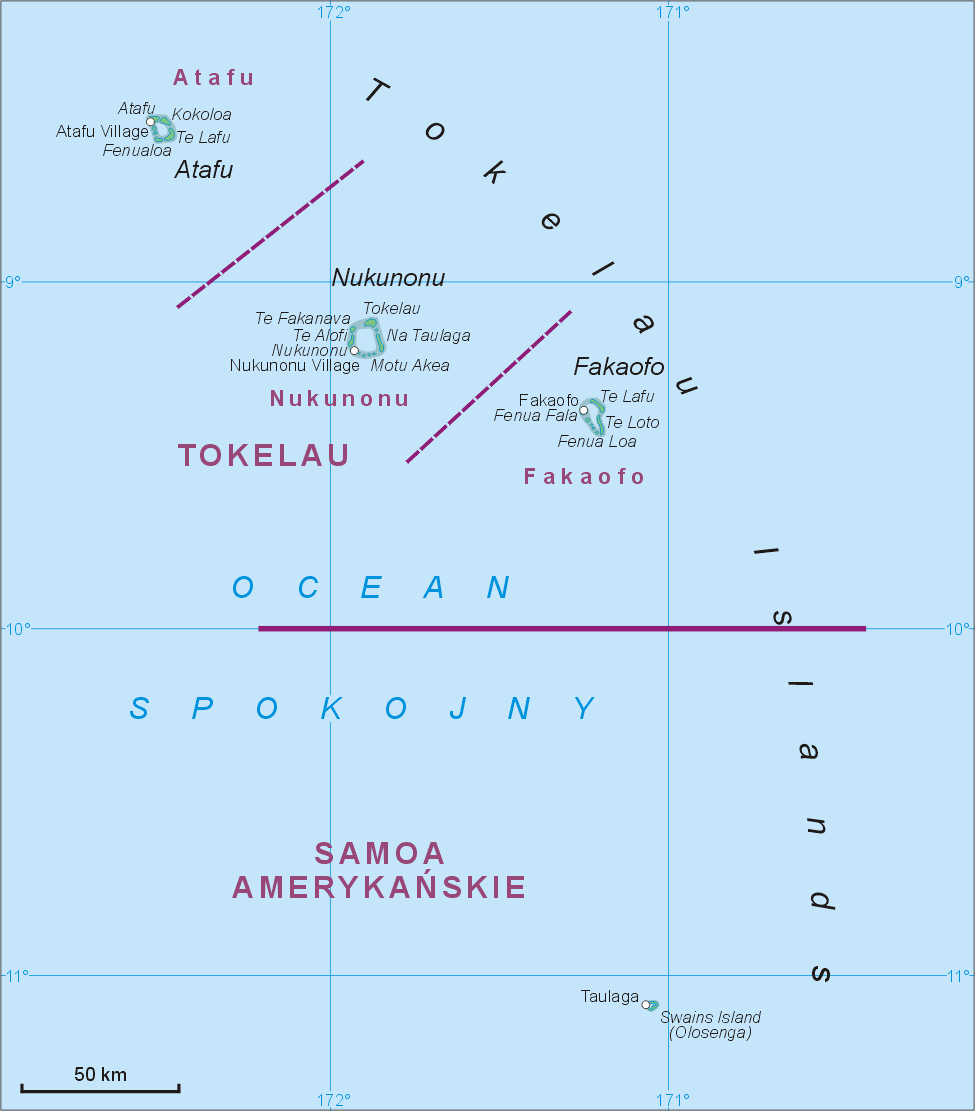
Tokelauöarna

Tokelau har ett tropiskt klimat, dvs. varmt och fuktigt. Regnperioden varar från november till april. Den bästa restiden är mellan maj och oktober.

## Politik
Parlamentet "Fono" saknar permanent säte, utan flyttar istället mellan öarna Atafu, Fakaofo och Nukunonu.

## Administrativ indelning
Tokelau är uppdelad i tre distrikt där varje atoll utgör ett eget distrikt med egen förvaltning, ögruppen saknar formell huvudstad även om Nukunonuatollen ofta nämns som huvudort.

## Historia
Tokelauöarna bosattes från början av polynesier som migrerade dit från andra ögrupper.
Den brittiske upptäcktsresanden John Byron blev den 21 juni 1765 den förste europé att upptäcka Atafu, han namngav då ön Duke of York Island. Brittiske Edward Edwards upptäckte Nukunonu den 12 juni 1791 och namngav då ön Duke of Clarence Island. Amerikanske Edward John Smith upptäckte Fakaofo den 14 februari 1835 och namngav då ön D'Wolf's Island.
Den 28 januari 1841 besöktes Fakaofo av den amerikanska United States Exploring Expedition och döptes då till Bowditch Island.
Den 13 augusti 1877 annekterar Storbritannien området, som några år senare, den 21 juni 1889, blir det brittiska protektoratet Union Islands som del i det Brittiska Västra Stillahavsterritoriet.
Den 29 februari 1916 införlivas ögruppen förvaltningsmässigt i kolonin Gilbert och Elliceöarna, sedan övergår förvaltningen 1926 till "Governor-general" i Nya Zeeland. Den 11 februari 1926 får området nu sin egen guvernör kallad "Administrator".
1946 ändras namnet tillbaka till Tokelau Islands och den 1 januari 1949 införlivas området formellt i Nya Zeeland. Den 9 december 1976 ändras namnet slutligen till Tokelau igen.
Tokelauerna strävar efter autonomistatus likt Niue och Cooköarna och utarbetar nu bland annat en egen konstitution. Vid folkomröstningar för en autonomi den 16 februari 2006 och 24 oktober 2007 uppnåddes dock inte kvalificerad majoritet.

Tokelaus gamla flagga

Den nya lokala flaggan antogs av det lokala parlamentet Fono i maj 2008 och togs officiellt i bruk 22 oktober 2009 då den för första gången hissades utanför Nya Zeelands parlament i Wellington.

## Demografi
Ögruppen har färre än 1 400 invånare, varav samtliga är polynesier. Språken som talas är tokelauanska och engelska. Isoleringen och bristen på resurser gör att dess ekonomiska utveckling är kraftigt begränsad och de flesta invånare arbetar med jordbruk på en överlevnadsnivå. De begränsade naturtillgångarna och överbefolkning gör att många emigrerar till Nya Zeeland, befolkningen minskar med ungefär 0,9 % per år. Brist på tonfisk har även gjort det svårare att fiska efter mat.

## Energi
Tokelau har, som första territoriet i världen, sin energiförsörjning enbart från solen. Solceller och batterier till en kostnad av 7 miljoner dollar ska generera och lagra elkraft åt arkipelagens befolkning. Dieselgeneratorer stod förut för elkraften. Det enda på de tre öarna som inte drivs av solenergi är tre bilar som delas av ögruppens invånare.

## Källhänvisningar
1. 1 2  ”Country: Tokelau” (på engelska). The World Factbook. CIA. Arkiverad från originalet den 3 juni 2020. https://web.archive.org/web/20200603093326/https://www.cia.gov/library/publications/the-world-factbook/geos/tl.html. Läst 18 april 2020.
2. ↑  ”Non-Self-Governing Territories”. Förenta Nationerna. http://www.un.org/en/decolonization/nonselfgovterritories.shtml. Läst 29 oktober 2012.
3. ↑  ”Tokelau – General Information”. Geohive. Arkiverad från originalet den 24 juni 2016. https://web.archive.org/web/20160624083857/http://www.geohive.com/cntry/tokelau.aspx.
4. 1 2  Cahoon, Ben. ”Tokelau”. Worldstatesmen. http://www.worldstatesmen.org/Tokelau.html.
5. ↑  Clark, Helen (16 februari 2006). ”Tokelau referendum does not produce a two thirds majority in favour of a change of status” (på engelska). New Zealand Government. http://www.beehive.govt.nz/release/tokelau-referendum-does-not-produce-two-thirds-majority-favour-change-status. Läst 8 november 2014.
6. ↑  ”Newsletter” (på engelska). Office of the Council for the Ongoing Government. 1 november 2007. Arkiverad från originalet den 14 oktober 2008. https://web.archive.org/web/20081014003312/http://tokelau.org.nz/bulletin/archive/bulletin23.html. Läst 8 november 2014.
7. ↑  ”Newsletter” (på engelska). Office of the Council for the Ongoing Government. maj 2008. Arkiverad från originalet den 14 oktober 2008. https://web.archive.org/web/20081014003312/http://tokelau.org.nz/bulletin/archive/bulletin34.html.
8. ↑  ”New flag for Tokelau flies at Parliament” (på engelska). Press Release – New Zealand Labour Party. pacific.scoop.co.nz. 22 oktober 2009. http://pacific.scoop.co.nz/2009/10/new-flag-for-tokelau-flies-at-parliament/. Läst 8 november 2014.
9. ↑  ”Nyzeeländska Tokelau har helt övergått till solenergi”. Rysslands röst. 7 november 2012. Arkiverad från originalet den 7 november 2014. https://web.archive.org/web/20141107100100/http://swedish.ruvr.ru/2012_11_07/93787328/.
10. ↑  ”Paradislandet är helt soldrivet”. Metro. 8 november 2012. Arkiverad från originalet den 7 december 2014. https://web.archive.org/web/20141207013251/http://www.metro.se/nyheter/paradislandet-ar-helt-soldrivet/EVHlkh!ihtS4DykZ5NKg/. Läst 10 november 2012.